# Marines in the Making
Marines in the Making ist ein US-amerikanischer Kurzfilm aus der Reihe Pete Smith Specialties, der 1942 veröffentlicht wurde.

## Handlung
Der Film zeigt das Training und die Ausbildung von Soldaten des US Marine Corps. Der Kampf Mann gegen Mann wird geübt, ebenso wie neue leise Methoden, die auch von den Japanern genutzt werden. So will man die Feinde mit den eigenen Techniken schlagen.

## Auszeichnungen
1943 wurde der Film in der Kategorie Bester Kurzfilm (eine Filmrolle) für den Oscar nominiert.

## Hintergrund
Uraufgeführt wurde die Produktion von MGM am 26. Dezember 1942.
Sprecher des Films war Produzent Pete Smith.